# North Philadelphia
North Philadelphia is een stadsdeel van de Amerikaanse stad Philadelphia. Het is direct noordelijk gelegen ten opzichte van Center City en wordt verder begrensd door de stadsdelen Northwest en Northeast Philadelphia. Bekende wijken in het stadsdeel zijn Brewerytown, Fairmount en Fishtown.

## Geschiedenis
Voordat het stadsdeel in 1854 deel uit ging maken van de stad Philadelphia bestond het gebied voornamelijk uit plattelandsdorpen. Door de immigratie in de 19e eeuw groeide het inwoneraantal van het stadsdeel en ontstonden er arbeiderswijken in North Philadelphia. Het bevolkingsaantal steeg verder in de 20ste eeuw dat kwam mede door de komst van vele Afro-Amerikanen.

## Bekende inwoners
- Blanche Calloway, jazz-zangeres
- John Coltrane, saxofonist
- Bill Cosby, acteur en komiek
- Kevin Hart, acteur en komiek
- Lee Morgan, jazztrompettist
- Ursula Rucker, zangeres en dichteres
- Jill Scott, zangeres